# Anaxandridas II.
Anaxandridas II. nebo Anaxandridás II. (starořecky Ἀναξανδρίδας) byl král Sparty z královského rodu Agiovců přibližně od roku 560 př. n. l. do roku 520 př. n. l. Jeho spolukrály z královského rodu Eurypontovců byli Agasikles (vládl cca 575–550 př. n. l.) a Aristón (vládl cca 550–515 př. n. l.).

## Rodina
Anaxandridas byl podle historika Hérodota synem a nástupcem Leónta. Jeho manželství uzavřené s dcerou vlastního bratra bylo dlouho bezdětné a jelikož tím hrozilo vymření královského rodu Agiovců, efoři, vedení Cheilóntem krále přinutili, aby od ní odešel a pojal za ženu jinou. Druhé manželství záhy vyústilo v narození syna Kleomena. Anaxandridas se však navrátil ke své první ženě, s níž následně zplodil ještě tři syny: Dóriea, Kleombrota a Leónida.

## Válka s Tegeou
Válku s Tegeou neúspěšně vedli už jeho otec León a dědeček Eurykratides. Anaxandridovi se po dlouhých bojích přibližně v roce 554 př. n. l. Tegeu podařilo dobýt. Tegea si z rozhodnutí Sparty zachovala jistou nezávislost ve vnitrostátních záležitostech, ale stala se jejím závislým spojencem. Pro Spartu to byl přelomový milník, neboť se tak stala nejmocnějším státem na Peloponésu.

## Založení Peloponéského spolku
Kolem roku 550 př. n. l. se pod vedením Sparty peloponéské státy s výjimkou Argu a Achaie, proti nimž byla iniciativa primárně mířena, sdružili do ústředně řízeného vojenského svazu, později známého jako Peloponéský spolek. Tento vojenský spolek v průběhu let sehrál důležitou roli při dosažení spartské hegemonie v řeckem světě.

## Vítězství nad Argem
Pozici hegemona si na Peloponésu Sparta upevnila vítězstvím, kterého dosáhli Sparťané pod vedením Anaxandrida a jeho spolukrále Aristóna v roce 546 př. n. l. Nebylo to však vítězství konečné, neboť Argos i nadále figuroval jako největší protivník Sparty na poloostrově.

## Nástupnictví
Po Anaxadridově smrti, který vládl dlouhých čtyřicet let, se z rozhodnutí eforie a gerúsie stal následníkem kolem roku 520 př. n. l. syn jeho druhé manželky Kleomenés. O Kleomenově nástupnictví rozhodly na základě Lykurgových zákonů, podle kterých se dědicem stává nejstarší syn krále.

## Poznámka
V seznamech králů se Anaxandridas uvádí jako druhý, protože v seznamu králů z rodu Eurypontovců je uveden u některých antických historiků také Anaxandridas, který vládl přibližně sto let před ním. V seznamu králů Eurypontovců z těchto let vládne zmatek a někteří historici existenci Anaxandrida I. zpochybňují, ale protože v seznamech uveden je, jeho existence není nemožná.